# Mark Schultz (zenész)
Mark Schultz (Colby, Kansas, 1970. szeptember 16. –) amerikai énekes-dalszerző, keresztény könnyűzenei előadó.

## Pályafutása
A kansasi Colbyben nőtt fel, majd marketing végzettséget szerzett a Kansas State Universityn. Az egyetemen a Lambda Chi Alpha tagja volt. Miután a Tennessee állambeli Nashville-be költözött, nyolc évig a First Presbyterian Church (PCUSA) ifjúsági csoportját vezette. Számos alkalommal nevezték a Dove Awardsre; az elsőt 2006-ban nyerte , amikor a  Mark Schultz Live: A Night of Stories & Songs című lemezét az év hosszú formátumú zenei videójának választották.
Jelenleg az észak-karolinai Chapel Hillben él.

## Fordítás
- Ez a szócikk részben vagy egészben  a   Mark Schultz (musician) című angol Wikipédia-szócikk ezen változatának fordításán alapul.  Az eredeti cikk szerkesztőit annak laptörténete sorolja fel. Ez a jelzés csupán a megfogalmazás eredetét és a szerzői jogokat jelzi, nem szolgál a cikkben szereplő információk forrásmegjelöléseként.